# Cryptolabis (Cryptolabis) retrorsa
Cryptolabis (Cryptolabis) retrorsa is een tweevleugelige uit de familie steltmuggen (Limoniidae). De soort komt voor in het Nearctisch gebied.